# Magnolija
Magnolija (lat. Magnolia) je veliki rod s preko 240 cvjetnih vrsta u potporodici Magnolioideae, dio porodice Magnoliaceae. Nazvana je prema francuskom botaničaru Pierreu Magnolu.
Magnolia je stari rod. Evoluirao je prije pojave pčela, a cvjetovi su se razvili radi poticanja polinacije kukcima. Radi izbjegavanja oštećivanja polinacijskim kukcima, tučak cvjetova magnolije izuzetno je čvrst. Pronađeni su fosilizirani primjerci vrste Magnolia acuminata stari 20 milijuna godina, kao i biljaka identificiranih kao Magnoliaceae starih 95 milijuna godina.

## Vrste
1. Magnolia acuminata (L.) L.
2. Magnolia albosericea Chun & C.H.Tsoong
3. Magnolia allenii Standl.
4. Magnolia amazonica (Ducke) Govaerts
5. Magnolia amoena W.C.Cheng
6. Magnolia angatensis Blanco
7. Magnolia angustioblonga (Y.W.Law & Y.F.Wu) Figlar
8. Magnolia annamensis Dandy
9. Magnolia arcabucoana (Lozano) Govaerts
10. Magnolia argyrothricha (Lozano) Govaerts
11. Magnolia aromatica (Dandy) V.S.Kumar
12. Magnolia ashtonii Dandy ex Noot.
13. Magnolia baillonii Pierre
14. Magnolia balansae A.DC.
15. Magnolia banghamii (Noot.) Figlar & Noot.
16. Magnolia bankardiorum M.O.Dillon & Sánchez Vega
17. Magnolia bawangensis Y.W.Law, R.Z.Zhou & D.M.Liu
18. Magnolia beccarii (Ridl.) ined.
19. Magnolia betongensis (Craib) H.Keng
20. Magnolia bidoupensis Q.N.Vu
21. Magnolia bintuluensis (A.Agostini) Noot.
22. Magnolia biondii Pamp.
23. Magnolia blaoensis (Gagnep.) Dandy
24. Magnolia boliviana (M.Nee) Govaerts
25. Magnolia borneensis Noot.
26. Magnolia braianensis (Gagnep.) Figlar
27. Magnolia calimaensis (Lozano) Govaerts
28. Magnolia calophylla (Lozano) Govaerts
29. Magnolia calophylloides Figlar & Noot.
30. Magnolia campbellii Hook.f. & Thomson
31. Magnolia cararensis (Lozano) Govaerts
32. Magnolia caricifragrans (Lozano) Govaerts
33. Magnolia carsonii Dandy ex Noot.
34. Magnolia cathcartii (Hook.f. & Thomson) Noot.
35. Magnolia cavaleriei (Finet & Gagnep.) Figlar
36. Magnolia caveana (Hook.f. & Thomson) D.C.S.Raju & M.P.Nayar
37. Magnolia cespedesii (Triana & Planch.) Govaerts
38. Magnolia champaca (L.) Baill. ex Pierre
39. Magnolia championii Benth.
40. Magnolia changhungtana Noot.
41. Magnolia chapensis (Dandy) Sima
42. Magnolia chevalieri (Dandy) V.S.Kumar
43. Magnolia chimantensis Steyerm. & Maguire
44. Magnolia chocoensis (Lozano) Govaerts
45. Magnolia citrata Noot. & Chalermglin
46. Magnolia clemensiorum Dandy
47. Magnolia coco (Lour.) DC.
48. Magnolia colombiana (Little) Govaerts
49. Magnolia compressa Maxim.
50. Magnolia conifera (Dandy) V.S.Kumar
51. Magnolia coriacea (Hung T.Chang & B.L.Chen) Figlar
52. Magnolia coronata M.Serna, C.Velásquez & Cogollo
53. Magnolia crassipes (Y.W.Law) V.S.Kumar
54. Magnolia cristalensis Bisse
55. Magnolia cubensis Urb.2
56. Magnolia cylindrica E.H.Wilson
57. Magnolia dandyi Gagnep.
58. Magnolia dawsoniana Rehder & E.H.Wilson
59. Magnolia decidua (Q.Y.Zheng) V.S.Kumar
60. Magnolia delavayi Franch.
61. Magnolia denudata Desr.
62. Magnolia dixonii (Little) Govaerts
63. Magnolia dodecapetala (Lam.) Govaerts
64. Magnolia doltsopa (Buch.-Ham. ex DC.) Figlar
65. Magnolia domingensis Urb.
66. Magnolia duclouxii (Finet & Gagnep.) Hu
67. Magnolia duperreana Pierre
68. Magnolia ekmanii Urb.
69. Magnolia elegans (Blume) H.Keng
70. Magnolia × elegantifolia Noot.
71. Magnolia elliptigemmata C.L.Guo & L.L.Huang
72. Magnolia emarginata Urb. & Ekman
73. Magnolia ernestii Figlar
74. Magnolia espinalii (Lozano) Govaerts
75. Magnolia figlarii V.S.Kumar
76. Magnolia figo (Lour.) DC.
77. Magnolia fistulosa (Finet & Gagnep.) Dandy
78. Magnolia flaviflora (Y.W.Law & Y.F.Wu) Figlar
79. Magnolia floribunda (Finet & Gagnep.) Figlar
80. Magnolia fordiana (Oliv.) Hu
81. Magnolia foveolata (Merr. ex Dandy) Figlar
82. Magnolia fraseri Walter
83. Magnolia fujianensis (Q.F.Zheng) Figlar
84. Magnolia fulva (Hung T.Chang & B.L.Chen) Figlar
85. Magnolia garrettii (Craib) V.S.Kumar
86. Magnolia georgii (Lozano) Govaerts
87. Magnolia gigantifolia (Miq.) Noot.
88. Magnolia gilbertoi (Lozano) Govaerts
89. Magnolia globosa Hook.f. & Thomson
90. Magnolia gloriensis (Pittier) Govaerts
91. Magnolia grandiflora L.
92. Magnolia grandis (Hu & W.C.Cheng) V.S.Kumar
93. Magnolia griffithii Hook.f. & Thomson
94. Magnolia guangdongensis (Y.H.Yan, Q.W.Zeng & F.W.Xing) Noot.
95. Magnolia guangxiensis (Y.W.Law & R.Z.Zhou) Sima
96. Magnolia guatapensis (Lozano) Govaerts
97. Magnolia guatemalensis Donn.Sm.
98. Magnolia guerrerensis J.Jiménez Ram., K.Vega & Cruz Durán
99. Magnolia gustavii King
100. Magnolia hamorii Howard
101. Magnolia henaoi (Lozano) Govaerts
102. Magnolia henryi Dunn
103. Magnolia hernandezii (Lozano) Govaerts
104. Magnolia hodgsonii (Hook.f. & Thomson) H.Keng
105. Magnolia hongheensis (Y.M.Shui & W.H.Chen) V.S.Kumar
106. Magnolia hookeri (Cubitt & W.W.Sm.) D.C.S.Raju & M.P.Nayar
107. Magnolia hypolampra (Dandy) Figlar
108. Magnolia iltisiana Vazquez
109. Magnolia insignis Wall.
110. Magnolia irwiniana (Lozano) Govaerts
111. Magnolia iteophylla (C.Y.Wu ex Y.W.Law & Y.F.Wu) Noot.
112. Magnolia jardinensis M.Serna, C.Velásquez & Cogollo
113. Magnolia × jigongshanensis T.B.Chao, D.L.Fu & W.B.Sun
114. Magnolia kachirachirai (Kaneh. & Yamam.) Dandy
115. Magnolia katiorum (Lozano) Govaerts
116. Magnolia kingii (Dandy) Figlar
117. Magnolia kisopa (Buch.-Ham. ex DC.) Figlar
118. Magnolia kobus DC.
119. Magnolia koordersiana (Noot.) Figlar
120. Magnolia krusei J.Jiménez Ram. & Cruz Durán
121. Magnolia kwangsiensis Figlar & Noot.
122. Magnolia kwangtungensis Merr.
123. Magnolia lacei (W.W.Sm.) Figlar
124. Magnolia laevifolia (Y.W.Law & Y.F.Wu) Noot.
125. Magnolia lanuginosa (Wall.) Figlar & Noot.
126. Magnolia lanuginosoides Figlar & Noot.
127. Magnolia lasia Noot.
128. Magnolia lenticellata (Lozano) Govaerts
129. Magnolia leveilleana (Dandy) Figlar
130. Magnolia liliifera (L.) Baill.
131. Magnolia liliiflora Desr.
132. Magnolia longipedunculata (Q.W.Zeng & Y.W.Law) V.S.Kumar
133. Magnolia lotungensis Chun & C.H.Tsoong
134. Magnolia lucida (B.L.Chen & S.C.Yang) V.S.Kumar
135. Magnolia macclurei (Dandy) Figlar
136. Magnolia macklottii (Korth.) Dandy
137. Magnolia macrophylla Michx.
138. Magnolia magnifolia (Lozano) Govaerts
139. Magnolia mahechae (Lozano) Govaerts
140. Magnolia mannii (King) Figlar
141. Magnolia mariusjacobsia Noot.
142. Magnolia martini H.Lév.
143. Magnolia masticata (Dandy) Figlar
144. Magnolia maudiae (Dunn) Figlar
145. Magnolia mayae A.Vázquez & Pérez-Farr.
146. Magnolia mediocris (Dandy) Figlar
147. Magnolia mexicana DC.
148. Magnolia minor (Urb.) Govaerts
149. Magnolia × mirifolia (D.L.Fu, T.B.Chao & Zhi X.Chen) Noot.
150. Magnolia montana (Blume) Figlar
151. Magnolia morii (Lozano) Govaerts
152. Magnolia × multiflora M.C.Wang & C.L.Min
153. Magnolia nana Dandy
154. Magnolia narinensis (Lozano) Govaerts
155. Magnolia neillii (Lozano) Govaerts
156. Magnolia nilagirica (Zenker) Figlar
157. Magnolia nitida W.W.Sm.
158. Magnolia oblonga (Wall. ex Hook.f. & Thomson) Figlar
159. Magnolia obovalifolia (C.Y.Wu & Y.W.Law) V.S.Kumar
160. Magnolia obovata Thunb.
161. Magnolia odora (Chun) Figlar & Noot.
162. Magnolia odoratissima Y.W.Law & R.Z.Zhou
163. Magnolia officinalis Rehder & E.H.Wilson
164. Magnolia omeiensis (W.C.Cheng) Dandy
165. Magnolia opipara (Hung T.Chang & B.L.Chen) Sima
166. Magnolia ovata (A.St.-Hil.) Spreng.
167. Magnolia ovoidea (Hung T.Chang & B.L.Chen) V.S.Kumar
168. Magnolia pacifica Vazquez
169. Magnolia pahangensis Noot.
170. Magnolia pallescens Urb. & Ekman
171. Magnolia panamensis H.H.Iltis & Vazquez
172. Magnolia patungensis (Hu) Noot.
173. Magnolia pealiana King
174. Magnolia persuaveolens Dandy
175. Magnolia philippinensis P.Parm.
176. Magnolia platyphylla (Merr.) Figlar & Noot.
177. Magnolia pleiocarpa (Dandy) Figlar & Noot.
178. Magnolia poasana (Pittier) Dandy
179. Magnolia polyhypsophylla (Lozano) Govaerts
180. Magnolia portoricensis Bello
181. Magnolia praecalva (Dandy) Figlar & Noot.
182. Magnolia × proctoriana Rehder
183. Magnolia ptaritepuiana Steyerm.
184. Magnolia pterocarpa Roxb.
185. Magnolia pubescens (Merr.) Figlar & Noot.
186. Magnolia pugana (H.H.Iltis & Vazquez) A.Vazquez & Carvajal
187. Magnolia punduana (Hook.f. & Thomson) Figlar
188. Magnolia rabaniana (Hook.f. & Thomson) D.C.S.Raju & M.P.Nayar
189. Magnolia rajaniana (Craib) Figlar
190. Magnolia rimachii (Lozano) Govaerts
191. Magnolia rostrata W.W.Sm.
192. Magnolia rufibarbata (Dandy) V.S.Kumar
193. Magnolia sabahensis (Dandy ex Noot.) Figlar & Noot.
194. Magnolia salicifolia (Siebold & Zucc.) Maxim.
195. Magnolia sambuensis (Pittier) Govaerts
196. Magnolia santanderiana (Lozano) Govaerts
197. Magnolia sapaensis (N.H.Xia & Q.N.Vu) Grimshaw & Macer
198. Magnolia sarawakensis (A.Agostini) Noot.
199. Magnolia sargentiana Rehder & E.H.Wilson
200. Magnolia schiedeana Schltl.
201. Magnolia scortechinii (King) Figlar & Noot.
202. Magnolia sellowiana (A.St.-Hil.) Govaerts
203. Magnolia sharpii V.V.Miranda
204. Magnolia shiluensis (Chun & Y.F.Wu) Figlar
205. Magnolia siamensis (Dandy) H.Keng
206. Magnolia sieboldii K.Koch
207. Magnolia silvioi (Lozano) Govaerts
208. Magnolia singapurensis (Ridl.) H.Keng
209. Magnolia sinica (Y.W.Law) Noot.
210. Magnolia sirindhorniae Noot. & Chalermglin
211. Magnolia sororum Seibert
212. Magnolia × soulangeana Soul.-Bod.
213. Magnolia sphaerantha (C.Y.Wu ex Y.W.Law & Y.F.Wu) Sima
214. Magnolia splendens Urb.
215. Magnolia sprengeri Pamp.
216. Magnolia stellata (Siebold & Zucc.) Maxim.
217. Magnolia striatifolia Little
218. Magnolia sumatrae (Dandy) Figlar & Noot.
219. Magnolia sumatrana (Miq.) Figlar & Noot.
220. Magnolia tamaulipana Vazquez
221. Magnolia thailandica Noot. & Chalermglin
222. Magnolia tripetala (L.) L.
223. Magnolia tsiampacca (L.) Figlar & Noot.
224. Magnolia urraoensis (Lozano) Govaerts
225. Magnolia utilis (Dandy) V.S.Kumar
226. Magnolia vazquezii Cruz Durán & K.Vega
227. Magnolia venezuelensis (Lozano) Govaerts
228. Magnolia ventii (N.V.Tiep) V.S.Kumar
229. Magnolia villosa (Miq.) H.Keng
230. Magnolia virginiana L.
231. Magnolia viridula (D.L. Fu, T.B. Zhao & G.H. Tian) Noot.
232. Magnolia virolinensis (Lozano) Govaerts
233. Magnolia vrieseana (Miq.) Baill. ex Pierre
234. Magnolia wilsonii (Finet & Gagnep.) Rehder
235. Magnolia wolfii (Lozano) Govaerts
236. Magnolia × wugangensis T.B.Zhao, W.B.Sun & Zhi X.Chen
237. Magnolia xanthantha (C.Y.Wu ex Y.W.Law & Y.F.Wu) Figlar
238. Magnolia xiana Noot.
239. Magnolia xinganensis Noot.
240. Magnolia yarumalensis (Lozano) Govaerts
241. Magnolia yoroconte Dandy
242. Magnolia yunnanensis (Hu) Noot.
243. Magnolia yuyuanensis (Y.W.Law) V.S.Kumar
244. Magnolia zenii W.C.Cheng
245. Magnolia zhengyiana (N.H.Xia) Noot.

## Vanjske poveznice
|  | Zajednički poslužitelj ima još gradiva o temi Magnolia |
|  | Wikivrste imaju podatke o taksonu Magnolia             |